# La Diva aux pieds nus
La Diva aux pieds nus est le premier album officiel de Cesária Évora, sorti en 1988. 
Il a un succès international, Cesária est surnommée « la Diva aux pieds nus ».

## Chansons
1. Bia Lulucha
2. Destino negro
3. Passei
4. Fruto proibido
5. Lucy
6. Traz d'horizon
7. Despidida de immigrante
8. Cabo Verde terra estimada